# Onthophagus ceratotherium
Onthophagus ceratotherium é uma espécie de inseto do género Onthophagus da família Scarabaeidae da ordem Coleoptera.

## História
Foi descrita cientificamente pela primeira vez no ano de 1953 por Janssens.